# Chondrosum parryi
Chondrosum parryi är en gräsart som beskrevs av Eugène Pierre Nicolas Fournier. Chondrosum parryi ingår i släktet Chondrosum och familjen gräs. Inga underarter finns listade i Catalogue of Life.